# Колумбија (Илиноис)
Колумбија (енгл. Columbia) град је у америчкој савезној држави Илиноис. По попису становништва из 2010. у њему је живело 9.707 становника.

## Демографија
Према попису становништва из 2010. у граду је живело 9.707 становника, што је 1.785 (22,5%) становника више него 2000. године.
| Група             | 2000.         | 2010.         |
| Белци             | 7.755 (97,9%) | 9.340 (96,2%) |
| Афроамериканци    | 8 (0,1%)      | 36 (0,4%)     |
| Азијати           | 27 (0,3%)     | 65 (0,7%)     |
| Хиспаноамериканци | 76 (1,0%)     | 190 (2,0%)    |
| Укупно            | 7.922         | 9.707         |